# Comté d'Étampes
Le comté d'Étampes fut donné en apanage par Philippe III à son fils Louis, comte d'Évreux. En 1327, le comté d'Étampes est érigé en comté-pairie. En 1375 la comtesse d'Étampes, Jeanne de Brienne-Eu, soumise à des difficultés financières, passa un accord avec Jean de Berry. Ce dernier lui apportait l'argent nécessaire à surmonter ses difficultés et obtenait un droit de préemption sur ses héritages s'il n'y avait pas de descendance. La comtesse mourut en 1368 et le comte d'Étampes en 1400.
Jean de Berry avait à son tour promis de léguer le comté d'Étampes au duc de Bourgogne, mais il annula cette donation en 1407 à la suite de l'assassinat du duc d'Orléans. La ville fut prise par les Bourguignons en 1411 puis reprise par les Français. Philippe le Bon, duc de Bourgogne, voulu le donner à son neveu Jean de Nevers, arrière-petit-fils de Jean de Berry.
À la suite d'un procès au Parlement, du fait de son statut d'apanage, le comté retourna au domaine royal.
En 1513, Louis XII accorda le comté d'Étampes à Anne de Bretagne
En 1536, il est érigé en duché et donné à des membres de la famille de plusieurs favorites royales.

### Wikisource
- Donation du comté d’Étampes à la reine Anne de Bretagne (1513)